# Радомски събития
Като Радомски събития или Радомски юни (на полски: Wydarzenia radomskie, Radomski czerwiec) се определят стачките и размириците в Радом на 25 юни 1976 г., които са най-голямата протестна акция в рамките на юни 1976, потушена от частите на милицията и ЗОМО (Моторизирани резерви на народната милиция, на полски: ZOMO – Zmotoryzowane Odwody Milicji Obywatelskiej).
Около 20 хиляди души вземат участие в тези събития, между тях работници от 33 предприятия от района на Радом и войводството, както и студенти от радомския филиал на Швентокшиската политехника и ученици от средните училища.

## Генезис на събитията
Конкретният претекст за протеста на радомските работници е, че на 24 юни 1976 г. премиерът Пьотър Ярошевич представя в Сейма проекта на члена на Държавния съвет Едвард Бабюх, предвиждащ драстично увеличаване на цените на хранителните стоки: месо и колбаси средно с 69% (тези с по-високо качество дори до 110%), маслото и сирената с 50%, захарта с 200%, оризът със 150%, зеленчуците с 30%, което трябва да влезе в сила 4 дни по-късно.
Подготвяйки увеличението властите са наясно, че то ще предизвика протестни действия, така че още през пролетта на 1976 г. в Министерство на вътрешните работи и във войводските щабове на Народна милиция започва подготовка за потушаване на евентуални стачки. Предполага се, че размирици могат да настъпят във Варшава, Гданск, Шчечин, Краков и Шльонск. Радом не е взет под внимание в тези планове и на 25 юни 1976 г. там са изпратени единствено 75 служители на ЗОМО. Още на 23 юни, ден преди изявлението на Ярошевич, е повишена бойната готовност на всички подчинени на МВР части, като по този начин започват същинската фаза на операция Лято 76.

## Ход на събитията
Протестните действия започват от най-голямото предприятие в Радом – Металургичен комбинат „Лучник“. В 6:30 часа не започва работа отдел P-6, където работят 636 души. Вместо към работните си места, работниците се отправят към сградата на дирекцията. Около 8:10 часа група, наброяваща близо 1000 души, излиза извън вратите на фабриката, като взема със себе си и 3 електрокара. Веднага след това групата се разделя. Част от протестиращите решава да се върне в предприятието, най-голямата група се насочва към намиращия се на стотина метра портал на Завода за отоплителни тела, а останалите се отправят към Завода за кожени изделия „Радоскур“. От тези две предприятия към протестиращите се присъединяват още около 300 души. Същевременно окупационна стачка е обявена и в намиращия се малко по-далеч Завод за съоръжения и инсталации „Термовент“. Разраствайки се светкавично демонстрацията се насочва към центъра на града, като преминава покрай поредните две големи фирми: Заводите за дървообработване и Вагоноремонтните заводи. Около 10.00 часа множеството спонтанно се отправя към седалището на Войводския комитет на Полската обединена работническа партия (ПОРП).
В 10:15 заместник-министърът на вътрешните работи Богуслав Стахур, шеф на операция Лято 76 нарежда в Радом да бъдат прехвърлени подразделенията на ЗОМО от Люблин, Лодз, Варшава и Келце. Прехвърлени са и намиращите се в бойна готовност подразделения на Висшата офицерска школа на народната милиция в Шчитно.
До 11:00 часа пред сградата на Войводския комитет на ПОРП се събират около 4 хиляди протестиращи, които настояват за разговор с партийното ръководство. Първият секретар на войводския комитет Януш Прокопяк се обажда на секретаря на ЦК на ПОРП, който заявява, че е напълно невъзможно да бъде отменено увеличението на цените. Знаейки, че отчаяна тълпата може да атакува комитета, решава да играе на отлагане и съобщава на протестиращите, че централите власти ще реагират до 14:00 часа.
След като този срок изтича и не настъпва каквато и да било реакция от страна на властите, тълпата губи търпение и прониква в сградата на комитета. Протестиращите се добират най-напред до бюфета и започват да изхвърлят оттам през прозорците кутии с шунка, а след това започват да разбиват сградата. От кабинетите са изхвърлени портретите на Ленин, от пилона на покрива е свалено червеното знаме и на негово място е окачен националният флаг, след което сградата е подпалена, като същевременно е блокирано намиращото се пред нея кръстовище, за да се попречи на пожарната да я угаси.
Протестиращите, към които по-късно се присъединяват студенти и отпратените вкъщи работници, които са дошли за втора смяна, започват сблъсъци с частите на милицията и ЗОМО, които се опитват да потушат демонстрацията. Протестиращите правят опит да подпалят сградата на Паспортна служба на народна милиция. Сблъсъците продължават до 21:00 часа. В 20:00 часа правителството оттегля проекта за увеличаване на цените.

## Потушаване
Тъй като Радом не е включен в оперативните планове, на мястото на събитията няма достатъчно сили на милицията, които да разпръснат демонстрантите. По тази причина около 10 часа е взето решение към мястото на събитията да бъдат изпратени части на ЗОМО от Люблин, Лодз, Варшава и Келце, както и да бъдат транспортирани по въздушен път до летището в подразделенията на Висшата офицерска школа на народната милиция в Шчитно.
Частите на милицията целенасочено не са въоръжени с огнестрелно оръжие. Едвард Герек издава нареждане милицията да бъде използвана срещу работниците само в краен случай. Така и става, включването на силите на ЗОМО се отлага до момента, в който е подпален Войводския комитет и са окрадени над 100 магазина.
До 15:00 часа силите в уличните битки са разни, тъй като в потушаването на демонстрациите са включени единствено местните подразделения на милицията и ЗОМО. След 15:10 до седалището на подпаления комитет достигат първите подкрепления – V, а след това и VI рота на ЗОМО от Варшава, които започват да използват сълзотворен газ и водни струи. Поредните роти на ЗОМО са изпратени да потушават безредиците в центъра на града. Около 16.20 настъпва кулминацията на битките и демонстрациите, в които вземат участие около 20 хиляди души.
Общо 1543 служители на реда са изпратени, за да потушат размириците. Милицията и ЗОМО провеждат масови арести както сред демонстрантите, така и сред случайните минувачи, на които са отправени обвинения в унищожаване на чуждо имущество. Има и случаи на извличане на хора от домовете им. Задържаните са бити и ритани брутално, превеждайки ги през т. нар. „пътечки на здравето“.

## Репресии
По време на уличните битки загиват 2 души: Ян Лабенцки и Тадеуш Зомбецки, прегазени от пълно с бетонни плочи ремарке, което се опитват да избутат срещу подразделенията на ЗОМО. Третата смъртна жертва, опосредствано свързана със събитията е 27-годишният Ян Брожина, който умира на 30 юни 1976 г., в резултат на побой, нанесен му ден по-рано от милицията.
Ранени са 198 души. Милицията и ЗОМО задържат 634 души, а на следващия ден от работа са уволнени 939 души. 25 души са осъдени като подстрекатели на събитията. Осем от тях са осъдени на 8 до 10 години затвор, единадесет получават присъда от 5 до 6 години, а шестима – от 2 до 4 години затвор. Освен това около 170 души са осъдени от другарски съд.
Материалните загуби се изчисляват на повече от 77 милиона злоти. По време на размириците за подпалени 5 товарни 19 леки автомобила, а пожарът уврежда сградата на комитета.
На 26 юни властите започват в медиите, по стадионите и площадите мащабна пропагандна кампания, чиято цел е да осъди и да дискредитира протестиращите, които са наречени „радомски хулигани“.

## Последствия
Потушаването на демонстрацията в Радом и на протичащите паралелно акции в Урсус и Плоцк мобилизират опозиционните среди в широк мащаб и за пръв път събират в съвместна дейност работническите среди и средите на интелигенцията. Материалната, медицинска и правна помощ за жертвите на репресии и техните семейства, както и колективните и индивидуални протестни писма стават причина след по-малко от три месеца да бъде създаден Комитет за защита на работниците.
Конференцията на Полския епископат, заседаваща в дните 8 – 9 септември 1976 г., призовава властите „да спрат всички репресии спрямо работниците, взели участие в протестите против планираното през юни от правителството доста завишено увеличаване на цените на хранителните продукти“ като апелира: „На участниците в тези протести трябва да бъдат върнати отнетите им права, социалната и професионалната им позиция“.
Резултат от нарастващото обществено недоволство спрямо репресивната политика на властите на Полската народна република е амнистията на всички осъдени, обявена през 1977 г.
След 1989 г. присъдите на около 35 осъдени са отменени, а на 15 от тях съдът признава финансово обезщетение в размер на от 10 до 30 хиляди злоти.
Четирима са обвинените до този момент в неоснователно лишаване от свобода бивши служители на милицията, службите за сигурност и затворите. През август 2002 г. двама от тях са обвинени, а за останалите двама съдът определя преустановяване на делото, поради давност.
На 9 юни 2006 г. Комисията за преследване на престъпленията против полския народ в Люблин изпраща в Районния съд в Радом обвинителен акт против служител на ЗОМО от Люблин, обвинявайки го в комунистическо престъпление. На 25 юни 2006 г. изтича давността на комунистическите престъпления.

## Инспирации
Въз основа на радомските събития са създадени:
- Филмът на Кшищоф Кешловски Кратък работен ден (на полски: Krótki dzień pracy) (1981 – премиера 1996)
- Филмът на Войчех Мачейевски Град с присъда (на полски: Miasto z wyrokiem) (1996)